# Jean d'Hers
Pour les articles homonymes, voir Hers.
Jean d'Hers (Toulon, 17 mai 1910 - mort pour la France à Ngã Năm le 18 mars 1945), est un militaire français, compagnon de la Libération à titre posthume par décret du 22 janvier 1946. Officier de gendarmerie en poste en Indochine et empêché par sa hiérarchie d'aller combattre contre l'Allemagne en 1940, il entre en résistance contre les troupes japonaises occupant la colonie française et est tué lors d'un combat contre une unité supérieure en nombre.

## Biographie

### Jeunesse et engagement
Jean d'Hers naît le 17 mai 1910 à Toulon, dans le Var. Son père, engagé en 1914 malgré une réforme avant-guerre, est tué le 27 février 1915 à Malancourt lors de la bataille de Champagne. Jean devient pupille de la Nation le 3 mars 1919. Sa mère meurt à son tour en 1920 et, seul avec une grand-mère, il est élevé au lycée de Toulon. En octobre 1929, il entre à l'école spéciale militaire de Saint-Cyr où il intègre la 166e promotion, général Mangin. Sa scolarité terminée, il est affecté au 141e régiment d'infanterie alpine. Il choisit cependant de s'orienter vers la gendarmerie et entre en école d'officiers de gendarmerie en 1935. À sa sortie, il est muté en Cochinchine où il commande la brigade mobile de la garde civile du quartier de Gia-Dinh à Saïgon.

### Seconde Guerre mondiale
Toujours en poste en Extrême-Orient lorsqu'il apprend la déclaration de la Seconde Guerre mondiale, il demande à partir combattre en métropole, ce qui lui est refusé par sa hiérarchie. Promu capitaine en mars 1940, il voit à l'automne les troupes japonaises envahir l'Indochine et décide de s'investir localement dans la lutte contre les occupants. En décembre 1940, parallèlement à son métier de gendarme et à sa vie de père de famille, il entre dans le réseau Graille qui fournit des renseignements aux troupes britanniques basées à Singapour. Opérant aussi bien en Cochinchine qu'au Cambodge, il réalise des relevés sur les terrains d'aviation et rédige des rapports sur le trafic fluvial japonais du Mékong et du Bassac. Ses activités clandestines étant repérées par les autorités vichystes, il est muté disciplinairement au début de l'année 1942 à Cần Thơ, au centre de la Cochinchine. Il poursuit cependant son activité au sein du réseau Graille et recrute de nombreux résistants, notamment les gendarmes qu'il a sous ses ordres.
Le 9 mars 1945, lorsqu'a lieu le coup de force des troupes japonaises qui prennent le contrôle total de l'Indochine et éliminent l'administration française, Jean d'Hers passe du renseignement à la résistance armée. Il réalise, avec ses hommes, de nombreux sabotages qui entravent l'avancée de l'armée nippone. Les 13 et 17 mars, il fait sauter les ponts de Gò Quao et de Phụng Hiệp. Le 18 mars, en compagnie d'une quinzaine de ses hommes à bord d'une vedette naviguant sur le canal de Tran Bang près de Ngã Năm, il s'attaque à 200 japonais massés sur les deux rives. Bien qu'infligeant de lourdes pertes à l'ennemi, les Français sont décimés et Jean d'Hers est tué par une rafale de mitrailleuse.
D'abord enterrés sur place, les corps de Jean d'Hers et de ses camarades sont ramenés à Saïgon en mars 1946, puis rapatriés en France et inhumés à Toulon en septembre 1949.
Plus tard, une seconde inhumation aura lieu ; ainsi le corps du capitaine Jean D'Hers rejoindra la sépulture du carré militaire des officiers coloniaux.

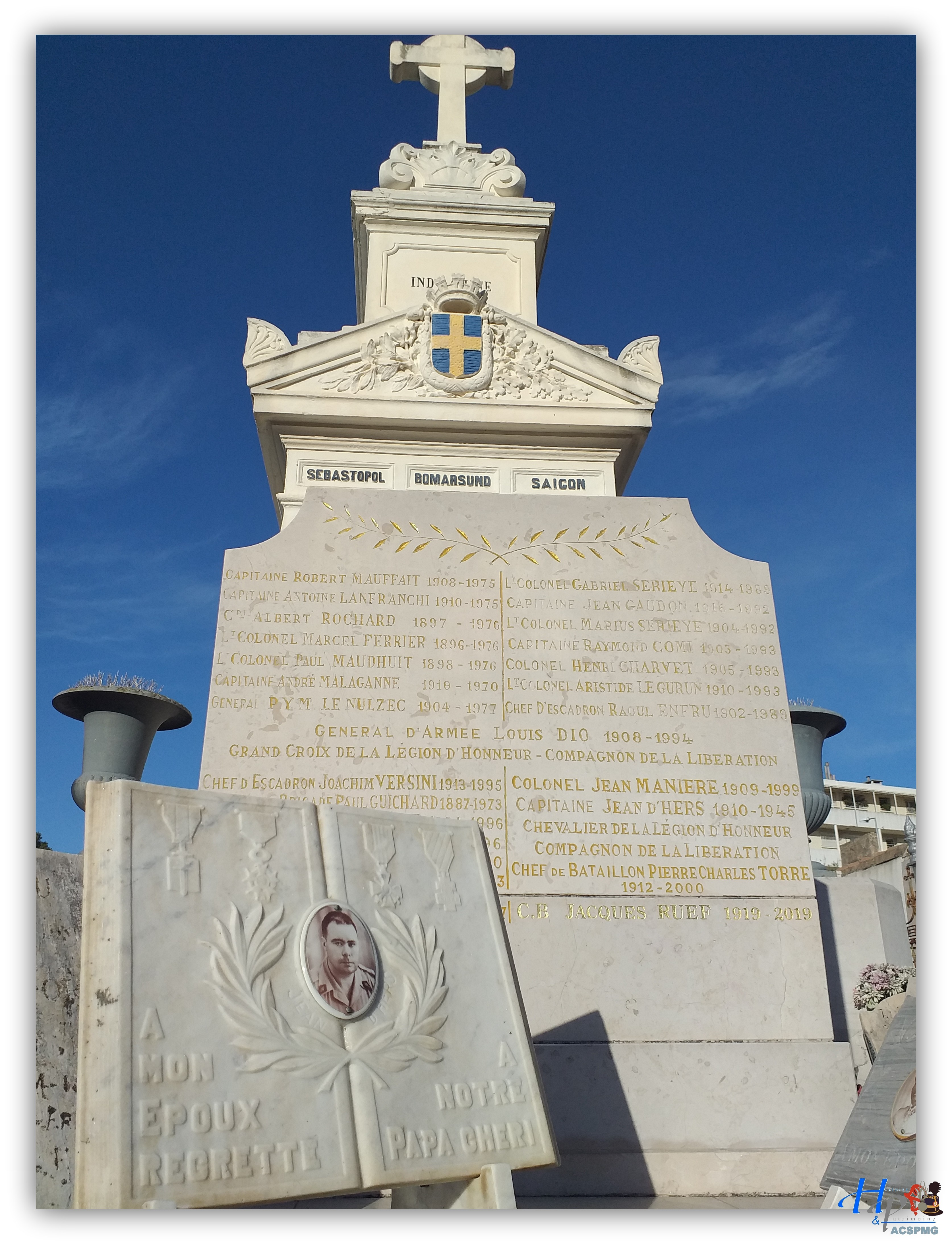

## Décorations
|  |  |  |  |  |  |
|  |  |  |  |  |  |

| Chevalier de la Légion d'honneur                                | Chevalier de la Légion d'honneur                                | Compagnon de la Libération                                      | Compagnon de la Libération                                           | Croix de guerre 1939-1945                                            | Croix de guerre 1939-1945                                            |
| Médaille coloniale Avec agrafes "Indochine" et "Extrême-Orient" | Médaille coloniale Avec agrafes "Indochine" et "Extrême-Orient" | Médaille coloniale Avec agrafes "Indochine" et "Extrême-Orient" | Médaille commémorative des services volontaires dans la France libre | Médaille commémorative des services volontaires dans la France libre | Médaille commémorative des services volontaires dans la France libre |

## Hommages
- La 48e promotion de l'École des officiers de la Gendarmerie nationale (1946-1947) a été baptisée en son honneur[6],[7].
- À La Valette-du-Var, une rue porte son nom[8]. Il figure également sur le monument aux morts de la commune[9].
- À Toulon et à Savigny-sur-Orge, son nom a été donné à des squares[10],[11].
- La caserne de la compagnie de gendarmerie de Hyères a été baptisée en son honneur[7],[12].
- Une vedette de la gendarmerie maritime porte son nom[7].